# 列日柱碑
列日柱碑（法語：Perron (symbole)）是比利时列日一个柱碑噴泉，位于集市广场，列日市政厅对面。这座纪念性建筑代表了列日的自由，是列日市的象征。